# 萨克莱斯赫普尔
萨克莱斯赫普尔（Sakleshpur），是印度卡纳塔克邦Hassan县的一个城镇。总人口23201（2001年）。

## 人口
该地2001年总人口23201人，其中男性11777人，女性11424人；0—6岁人口2824人，其中男1474人，女1350人；识字率73.73%，其中男性为78.39%，女性为68.92%。